# 圣弗卢尔区
圣弗卢尔区（法語：arrondissement de Saint-Flour）是法国康塔尔省所辖的一个区。总面积2510.6平方公里，总人口37351，人口密度15人/平方公里（2018年）。主要城镇为圣弗卢尔。

## 辖区
圣弗卢尔区辖有98个市镇。